# 金伯利·希爾
金伯利·希爾（英語：Kimberly Hill，1989年11月30日—），美國女子排球運動員，司職主攻手。
她曾是美國國家女子排球隊的隊員之一。2021年，希爾在參加2020東京奧運後便正式退役。
2019年，代表科内利亚诺女排俱乐部夺得2019年世界女排俱乐部锦标赛冠军。2021年，再次代表科内利亚诺女排俱乐部夺得2021年欧洲女子排球冠军联賽冠军。

## 生涯
2008年她從波特蘭基督教高中畢業，她在2012年和2013年打沙灘排球。
希爾和國家隊隊員在2014年世界女子排球錦標賽以3-1的局數打敗中國對奪下金牌，她自己也奪得MVP及最佳主攻。
2015年，她和隊員在2015年世界盃女子排球賽中以3-0戰勝該屆比賽冠軍中國，儘管最後連負於塞爾維亞及俄羅斯，但也助國家隊腰斬一面銅牌。
2019年，代表科内利亚诺女排俱乐部夺得2019年世界女排俱乐部锦标赛冠军。
2021年，再次代表科内利亚诺女排俱乐部夺得2021年欧洲女子排球冠军联賽冠军。

## 獎項

### 個人榮譽
- 2014年世界女子排球錦標賽：最有價值球員（MVP）、最佳主攻
- 2015–16賽季歐洲女排俱樂部冠軍聯賽：最佳主攻
- 2016年世界女排大獎賽：最佳主攻
- 2016–17賽季歐洲女排俱樂部冠軍聯賽：最佳主攻

### 俱乐部荣誉
- 2019年世界女排俱乐部锦标赛： - 冠军（效力于科內利亞諾女排俱樂部）
- 2021年欧洲女子排球冠军联賽： - 冠军（效力于科內利亞諾女排俱樂部）

## 外部連結
- 官方頁面 （页面存档备份，存于）

| 獎項                                        | 獎項 | 獎項                    |
| ------------------------------------------- | --- | ----------------------- |
| 前任： Bethania de la Cruz Helena Havelková | 歐洲女排冠軍聯賽 最佳主攻手 2015－2016 （與 金軟景） 2016－2017 （與 凱爾西·羅賓遜） 2017－2018 （與 朱婷） | 繼任： －               |
| 前任： 葉卡捷琳娜·加莫娃                    | 世界女子排球錦標賽 最有價值球員 2014                                                                        | 繼任： 蒂雅娜·寶斯高域  |
| 前任： 塔蒂亞娜·科舍列娃                    | 世界女子排球錦標賽 最佳主攻手 2014（與 朱婷）                                                               | 繼任： 朱婷 米莉安·塞拉 |